# Оршанка
Орша́нка (мар. Оршанке) — посёлок городского типа в России, административный центр Оршанского района Республики Марий Эл. Образует городское поселение Оршанка.
Посёлок расположен при впадении реки Орша в реку Ошла (бассейн Малой Кокшаги), в 32 км к северу от Йошкар-Олы. Через Оршанку проходит федеральная автомобильная дорога Р176 «Вятка». Расстояние до ближайшей железнодорожной станции Табашино 16 км.

## История
Населённый пункт основан в 1820 году. Статус посёлка городского типа — с 1975 года.

## Название
Название по расположению на реке Орша. Гидроним финно-угорского происхождения, его основа удмуртское ор «русло, ложе реки», ша «вода, река». По другой версии, название реки Орша происходит от марийского ӧрша — «иволга».

## Население
| 1959  | 1970  | 1979  | 1989  | 2002  | 2009  | 2010  | 2012  | 2013  |
| ----- | ----- | ----- | ----- | ----- | ----- | ----- | ----- | ----- |
| 2244  | ↗3349 | ↗4321 | ↗6951 | ↘6834 | ↘6783 | ↘6589 | ↘6571 | ↘6364 |
| 2014  | 2015  | 2016  | 2017  | 2018  | 2019  | 2020  | 2021  | 2023  |
| ↘6218 | ↘6113 | ↘6063 | ↗6064 | ↘5992 | ↘5856 | ↘5794 | ↘5605 | ↘5501 |

Национальный состав
По итогам переписи населения 2020 года проживали следующие национальности (национальности менее 0,1 % и другое см. в сноске к строке «Другие»):
| Национальность | Численность, чел. | Доля     |
| -------------- | ----------------- | -------- |
| Русские        | 3508              | 62,59 %  |
| Марийцы        | 1910              | 34,08 %  |
| Татары         | 46                | 0,82 %   |
| Чуваши         | 23                | 0,41 %   |
| Грузины        | 7                 | 0,12 %   |
| Армяне         | 6                 | 0,11 %   |
| Другие         | 105               | 1,87 %   |
| Итого          | 5605              | 100,00 % |

## Достопримечательности
- Аллея Славы.
- Церковь Рождества Иоанна Предтечи.
- Музей Воинской Славы.
- Памятник Ленину В. И.
- Бюст Шкетану

## Известные жители
Комелин Александр Дмитриевич (1920—1976) — советский деятель торговли. Председатель правления Марпотребсоюза (1961—1976). Заслуженный работник торговли РСФСР (1970). Кавалер ордена Ленина (1976). Участник Великой Отечественной войны.